# Blackeberg (metropolitana di Stoccolma)
Blackeberg è una stazione della metropolitana di Stoccolma.
È situata presso l'omonimo quartiere, a sua volta compreso all'interno della circoscrizione di Bromma.
Sul tracciato della linea verde T19 è invece posizionata fra le fermate Islandstorget e Råcksta.
La stazione aprì ufficialmente il 26 ottobre 1952, giorno in cui divenne operativo il tratto da Hötorget a Vällingby.
La banchina è principalmente in superficie, eccezion fatta per una parte coperta dal tunnel di circa 600 metri che collega Blackeberg a Islandstorget. La progettazione della stazione fu affidata all'architetto Peter Celsing, mentre le decorazioni artistiche presenti (datate 1987) sono opera del pittore Ruben Heleander.
Il suo utilizzo medio quotidiano durante un normale giorno feriale è pari a 4.300 persone circa.
La stazione di Blackeberg compare sia nel romanzo horror Lasciami entrare che nell'omonimo film, seppur quest'ultimo sia stato girato a Luleå ricreando le scenografie della stessa Blackeberg.

## Tempi di percorrenza
| Linea | Capolinea       | Tempo  | Stazione                                     | Tempo                             |
| T19   | Hässelby strand | 8 min  | Åkeshov Alvik T-Centralen Gamla stan Slussen | 6 min 13 min 26 min 27 min 29 min |
| T19   | Hagsätra        | 49 min | Åkeshov Alvik T-Centralen Gamla stan Slussen | 6 min 13 min 26 min 27 min 29 min |